# The Paul Simon Songbook
| 전문가 평가   | 전문가 평가 |
| 평가 점수     | 평가 점수   |
| 출처          | 점수        |
| ------------- | ----------- |
| AllMusic      | [ 1 ]       |
| Blender       | [ 2 ]       |
| Music Box     | [ 3 ]       |
| Rolling Stone | [ 4 ]       |

《The Paul Simon Songbook》은 미국의 싱어송라이터 폴 사이먼의 첫 번째 솔로 스튜디오 음반이다. 이 음반은 1965년 영국에서 발매되었다. 미국에서는 《Paul Simon: Collected Works》 (1981년)라는 LP 박스의 일부로 판매되었다. 이 음반은 레지널드 워버튼과 스탠리 웨스트가 CBS 레코드 LP 62579로 제작했다.

## 배경
《The Paul Simon Songbook》은 런던에서 녹음되었다. 사이먼은 1964년과 65년에 영국으로 여러 번 여행을 가서 작은 클럽과 극장에서 공연을 했다. 1965년 그는 파리, 하를럼, 코펜하겐에서 런던과 영국의 다른 지역들과 함께 연주했다. 1964년 사이먼과 아트 가펑클은 포크에서 영감을 받은 음반 《Wednesday Morning, 3 A.M.》을 미국에서 발매했다. 1965년 영국에서 투어를 하고 라디오 쇼에 출연하는 동안(때로는 가펑클과 함께) 그는 팬들의 관심을 받기 시작했다. 《Wednesday Morning, 3 A.M.》는 영국에서 아직 발매되지 않았다. 사이먼의 다른 음반들은 다양한 레이블에서 발매된 3개의 45rpm 싱글로 구성되어 있는데, 그 중 2개는 톰 & 제리라는 이름으로 가펑클과 함께 한 로큰롤에서 영감을 받은 음반들이다. 다른 하나는 포크에서의 그의 실험의 대표자였지만 폴 케인이라는 필명으로 1964년에 발표되었다. 그는 여전히 컬럼비아 레코드와 계약 중이었기 때문에 그들의 영국 레이블인 CBS 레코드에서 녹음할 수 있었고, 그래서 그의 청중들에게 발매하기 위해 일련의 트랙을 녹음하기로 결정했다. 《The Paul Simon Songbook》이 그 결과였다.

## 커버 아트 및 노트
사이먼의 1965년 라이너 노트에서는 "오늘은 내가 쓰지 않을 곡들이 있다"고 음반 코멘트에 언급했지만, 그들은 그 당시 음악가로서의 그의 지위로 "전환하는 데 역할을 했다"고 언급했다.
음반 커버에는 사이먼과 당시 여자친구였던 캐시 치티가 사이먼이 그의 고향으로 삼았던 런던의 "좁은 자갈길"에 앉아 있는 모습이 담겨 있다. 1970년대에 음반 아트는 바뀌었는데, 사이먼과 치티의 그림이 수평으로 뒤집혔고, 빨간색 스크립트 같은 글씨는 상단에 흰색 블록 인쇄로 된 음반 제목을 선호하지 않았다.

## 곡 목록
모든 곡들은 특별한 언급이 없는 한 폴 사이먼에 의해 작사/작곡하였다.
| #  | 제목                      | 재생 시간 |
| -- | ------------------------- | --------- |
| 1. | 〈I Am a Rock〉           | 2:52      |
| 2. | 〈Leaves That Are Green〉 | 2:41      |
| 3. | 〈A Church is Burning〉   | 3:38      |
| 4. | 〈April Come She Will〉   | 1:55      |
| 5. | 〈The Sound of Silence〉  | 3:19      |
| 6. | 〈A Most Peculiar Man〉   | 2:26      |

| #  | 제목                                                                              | 작사·작곡 | 재생 시간 |
| -- | --------------------------------------------------------------------------------- | --------- | --------- |
| 1. | 〈He Was My Brother〉                                                             | 폴 케인*  | 2:58      |
| 2. | 〈Kathy's Song〉                                                                  |           | 3:42      |
| 3. | 〈The Side of a Hill〉                                                            | 케인      | 2:38      |
| 4. | 〈A Simple Desultory Philippic (or How I Was Robert McNamara'd into Submission)〉 |           | 2:25      |
| 5. | 〈Flowers Never Bend With the Rainfall〉                                          |           | 3:47      |
| 6. | 〈Patterns〉                                                                      |           | 3:13      |

* "폴 케인"은 당시 사이먼이 영화 《시민 케인》을 좋아했기 때문에 사용한 가명이었다.